# WIXOSS (小説)
この項目では、タカラトミーが発売している日本のトレーディングカードゲーム（TCG）『WIXOSS』（ウィクロス）の小説化作品について解説する。
『WIXOSS』の小説化作品はタカラトミーとTCGを共同開発しているホビージャパンから2022年8月時点で5冊が刊行されている。著者は1・2冊目が円まどか、3・4・5冊目が風見どり。

## WIXOSS -TWIN WING-
『WIXOSS -TWIN WING-』（ウィクロス ツインウィング）は、2015年9月30日に刊行された1冊目の小説化（ノベライズ）作品である。表紙および本文のイラストは明治が描いている。
TCG『WIXOSS』をベースに製作された2014年放送のテレビアニメ『selector』シリーズと直接の関連性はなく、純粋にTCGのプレイングを通じた少女たちの友情が本作の主題となっている。ただし、第三章では「カードの中のルリグが話しかけて来て、願いを叶えてくれると言う都市伝説がある」と『selector』の世界観を匂わせる記述も見られる。

### ストーリー（TWIN WING）
真弓千春は中学生の頃、TCG『WIXOSS』の全国大会『ウィクロス・ジャパン・カップ』で地区代表として全国大会に出場する腕前を誇っていたが連続出場を賭けた第6回大会地区予選の決勝当日、交通事故に遭ってしまう。奇跡的に一命は取り留めたものの、事故に遭う以前の数年の記憶を失った千春は1年半の入院生活を経て1年遅れで高校へ入学する。
決勝で使うはずだったWIXOSSのカードは事故の痕跡が生々しく残っていたが、記憶を失う以前の自分がそのTCGに夢中になっていたことを聞かされていた千春は何気なく駅前のカードショップに立ち寄ってみた。店内で千春自身は全く覚えていないが「2年前の地区予選準決勝で対戦した」と言う里見美咲に声を掛けられたことがきっかけとなり、2人は次第にWIXOSSを通じて友情を深めて行く。

### 登場人物（TWIN WING）
真弓 千春（まゆみ ちはる）
主人公。中学の頃は「チハル」のバトルネーム（大会エントリー用の名義）で圧倒的なプレイングでジャパンカップの本戦出場経験もあるWIXOSSプレイヤーだったが2年前の第6回大会地区予選決勝当日、交通事故に遭った際に記憶障害を起こし中学に入った頃からの記憶を失った。1年半に及ぶ入院生活を終え、1年遅れで高校に入学したが事故のこともあり校内ではやや浮いた存在になっている。
その当時の記憶は残っていないが、周囲から中学の頃はWIXOSSに夢中になっていたことを聞かされ何となく立ち寄ったカードショップでかつて対戦したと言う里見美咲との出会いをきっかけとしてWIXOSSを（千春自身にとってはそう言う認識ではないながらも）再開し、以前の「チハル」でなく「マユミ」のバトルネームで第8回大会の本選出場を目指すことになる。
里見 美咲（さとみ みさき）
バトルネームは「ミサキ」。千春とは別の高校に通っており、年齢は千春より1歳下だが千春の高校入学が1年遅れだったため同学年。千春との初対面は2年前のジャパンカップ地区予選準決勝で対戦して敗れた際で、その直後に千春が事故に遭ったことを知り入院中から何度もアプローチを繰り返していたが千春の側は美咲の事を覚えていなかった。その後、WIXOSSをしていた頃の記憶を求めてカードショップに立ち寄った千春と遭遇し、復帰の相談に乗っている内に友情が芽生えて行く。
御幸 凪（みゆき なぎ）
バトルネームは「ナギ」。レストラン『ビックリガール』でウェイトレスのアルバイトをしている。2年前のジャパンカップ地区予選決勝では千春と対戦する予定だったが、千春が事故で出場不能となったため不戦勝で全国大会に出場するも下馬評では千春が本命視されていたこともあってプレッシャーで本来のプレイが出来ず、初戦敗退した苦い経験を持つ。そのため、千春に対しては思うところがありカードショップで千春と美咲の姿を見つけた際は思わず喧嘩腰で挑発してしまった。勝負に対しては非常にストイックな考えの持ち主。ジャパンカップ準決勝では、千春と2年越しの対決が実現する。
観月 拓也（みづき たくや）
バトルネームは「ミヅキ」。凪がアルバイトしているレストラン『ビックリガール』の男性店員で、凪の片思いの相手。かつては名うてのWIXOSSプレイヤーだったらしい。

## WIXOSS -TWIN MEMORIES-
『WIXOSS -TWIN MEMORIES-』（ウィクロス ツインメモリーズ）は、2016年3月17日に刊行された2冊目の小説化（ノベライズ）作品である。表紙および本文のイラストは村上ゆいちが描いている。
TCG『WIXOSS』に登場するルリグのウムルとタウィルに焦点を当てたストーリー。『selector』シリーズだけでなく『TWIN WING』ともストーリー上において直接の関連性はないが、作中で『TWIN WING』の人物が登場している場面がある。

### ストーリー（TWIN MEMORIES）
お嬢様学校に通う玉置莉咲は、連日のように奇妙な夢を見ている。その夢の世界では「エナ」と呼ばれる未知のエネルギーを秘めた「プレイヤー」と呼ばれる少女たちが、シェルターから隔絶された「研究所」と呼ばれる空間に集められて「ルリグ」と言う少女の姿をした精霊のような存在を従え、何の目的でそうするのかは全く知らされないまま戦い続けていた。
その奇妙な夢の原因が亡くなった祖母から託されたペンダントにあるのではないかと思い始めていた矢先、莉咲はそのペンダントを無くしてしまうがほどなくして転校生の珠洲明日香がペンダントを持って現れる。明日香は莉咲に対して「ペンダントをただでは返せない」と言い、一つの条件を提示する。その条件とは『WIXOSS』の新しく導入されたペア大会で自分と組んで出場して欲しいと言うものだった。

### 登場人物（TWIN MEMORIES）
玉置 莉咲（たまき りさ）
主人公。裕福な家庭に生まれ、お嬢様学校に通っている。父親は滅多に帰宅せず外に愛人を作っており、母親とも顔を合わせるたびに10年近く会っていない許婚の話を持ち出されるため関係が上手く行っていない。
『WIXOSS』は中等部の頃に高等部の先輩が全国出場したのでブームとなった際に嗜んでいたが、しばらく離れていた。祖母の形見のペンダントを無くしたことがきっかけで知り合った明日香から「ペア戦で一緒に出場して欲しい」と持ち掛けられたのを機に再開する。
珠洲 明日香（すず あすか）
莉咲が通っているお嬢様学校の転校生。『WIXOSS』で新しく導入されたペア戦のパートナーを探していた折に莉咲が無くしたペンダントを拾い、一緒に大会へ出場しないかと持ち掛ける。
ライバル事務所が仕掛けたスキャンダルで芸能界を干された元アイドルの母親から、母親の復帰に向けた話題作りのために芸能界入りを薦められているが明日香自身には全くその気は無い。
辰巳 誓衛（たつみ ちかえ）
双方の親同士が決めた莉咲の許婚。莉咲とは10年近く前に一度会ったきりだったが、図らずもカードショップで明日香が募集した『WIXOSS』のペア戦の練習相手に応じたことで莉咲と再開する。
実はペア戦のパートナーである空とゲイカップルであり、久々に再開した莉咲に対して卒業後に戸籍上のみの仮面夫婦となるよう持ちかける。
八角 空（やすみ そら）
誓衛とペア戦でパートナーを組んでおり、かつ同性愛の関係にある青年。筋骨隆々とした体格だが攻撃的な性格ではなく、家事が趣味。

#### WIXOSSの世界
TCG『WIXOSS』のバックグラウンドストーリーとなる世界。作中では莉咲が連日のように見る夢として描写されている。
シャリファ
父親が犯した仕事上の失態で「ドーム」と呼ばれる居住空間から追放された後に「研究所」と呼ばれる世間から隔離された施設に収容された少女。タウィルのプレイヤーとなる。
アスマ
研究所でシャリファと相部屋になったプレイヤーの少女。ウムルのプレイヤーとなる。
ウムル
タウィルと同時に誕生したルリグ。ルリグはプレイヤーの成長に合わせて知能や外観が進化するが、ウムルは既にある程度進化した状態らしく誕生直後からプレイヤーとコミュニケーションを取ることが可能だった。
タウィル
ウムルと同時に誕生したルリグ。ウムルとは対照的に片言でしか喋れない。

## WIXOSS Bright Heart/Blight Hope
『WIXOSS Bright Heart/Blight Hope』（ウィクロス ブライトハート ブライトホープ）は、2017年2月25日に刊行された3冊目の小説化（ノベライズ）作品である。表紙および本文のイラストはふーみが描いている。
円まどかが執筆した前2冊とは異なり、アニメ第2シリーズの『Lostorage incited WIXOSS』と同一の世界観でセレクターとなった登場人物のバトルを題材にしている。2016年12月25日発売の『ウィクロスマガジン』Vol.6に本作の冒頭部分がプレビューとして掲載された。

### ストーリー（Bright Heart/Blight Hope）
記憶を換金した5枚のコインを巡ってバトルするセレクターに選ばれてしまった三枝雨音は意思を持ったルリグのサンをカードショップに売ろうとしていた所を佐古田千香に呼び止められる。千香の狙いは初心者狩りでコインを稼ぐことにあったが、そこへ大学生の羽倉皐月が割って入る。
皐月に助けられた雨音は出来るだけ多くのセレクターをこの理不尽なバトルから解放したいと考え、時にはわざと負けたりしながら敢えてコインを5枚集める勝ち抜けを先送りしている皐月のプレイスタイルに惹かれて行く。ところが、連敗でコインの残りが1枚となってしまった千香がカードショップで皐月を負傷させた事件を受けて千香と対戦した天音は情け容赦の無いプレイスタイルで千香から最後のコインを奪ってバトルから脱落させ、皐月のスタイルを踏襲してバトルに身を投じて行く。

### セレクター
三枝 雨音（さいぐさ あまね）
主人公の1人。父親の本社栄転で多摩地域の新居に引っ越し、お嬢様学校に入学したが田舎出身であることにコンプレックスを抱いている。友達を作るきっかけを欲し、流行のTCG『WIXOSS』を購入したところスターターから都市伝説のルリグ・サンを引き当ててしまった。
羽倉 皐月（はくら さつき）
もう1人の主人公。法成大学に在学中で、実家は田舎の旧家だが地元の国立大学受験に失敗して上京した。ルリグの耀を引き当ててセレクターとなってからはコインの残り枚数が少ない相手にはわざと負けて脱落者を少しでも生じさせないプレイスタイルを信条としていたが、負傷で療養している間に自分のスタイルを踏襲した雨音の姿を見て自分の行動が誤っていたことに気付く。
佐古田 千香（さこた ちか）
町田界隈で初心者狩りを繰り返していたセレクター。WIXOSSのルールも理解していなかった雨音に目を付けてコインを奪おうと目論んでいた所を皐月に割って入られた後、連敗でコインが残り1枚となり皐月に再戦を申し込むが拒まれたためヒールで皐月の足を踏み付けて骨折させる。その直後に雨音と対戦して脱落し、ルリグのカスミに体を乗っ取られてしまった。
コハク
皐月がネットで知り合った中学生。埼玉に住んでいるが、大会に参加するため町田に遠征して優勝するなど腕前はかなりのもの。ルリグを引き当ててセレクターになったが、それで特にリスクを感じることも無く早期にコインを5枚集めて勝ち抜けを達成した。

### 非/元セレクター
桐原 鮮美（きりはら あざみ）
皐月と同期の女子大生。幼少期の凄惨な体験が原因で友達付き合いを好まず、客観的な対人観察に徹する傾向がある。皐月がセレクターとなる少し前にルリグを引き当て、90日のリミット経過前にコインを5枚集めて勝ち抜けを達成しているがその褒賞によって幼少期のトラウマが表出し、皐月と雨音に対しては常々「ルリグを信用するな」と警告している。
田表 昴（たおもて のぼる）
皐月のカード仲間で、体育会系の巨漢。セレクターではない。

### ルリグ
サン
雨音が引き当てた黒のルリグ。冗舌で、語尾に「♪」を付けて喋る。
耀（よう）
皐月が引き当てた赤のルリグ。和装に古風な喋り方が特徴のため、サンからは「耀おばーちゃん」と呼ばれている。
カスミ
千香が引き当てた緑のルリグ。お下げ髪のお嬢様風で、セレクターと違って礼儀正しい。

## WIXOSS Live in the Present
『WIXOSS Live in the Present』（ウィクロス ライブ イン ザ プレゼント）は、2017年9月21日に刊行された4冊目の小説化（ノベライズ）作品である。著者は前巻と同じ風見どりで、表紙および本文のイラストははしもとなおやが描いている。
同著者の前作『Bright Heart/Blight Hope』との関連性はなく、ホビージャパンが年3回発行している『ウィクロスマガジン』の誌上企画「SGN48」とのタイアップでTCG上でルリグに召喚されて戦う精霊のシグニたちに焦点を当てたストーリーとなっている。

### ストーリー（Live in the Present）
シグニたちから精鋭を選抜して結成されたアイドルグループ「SGN48」の大ブレイクによってアイドル養成学校設立ブームが訪れて、数年が経過していた。今なおSGN48の頂点に立つ「神8」の人気は絶大だが、ルシファル学園長が設立した堕斗木（おとぎ）学園は卒業生から目立ったアイドルを輩出することも出来ず苦境に立たされている。そうして始まった新年度早々から学園長に呼び出された数学教師のコードアートS・W・Tは学園長直々の特命として在校生から選抜した5名の特待生コースを指導することになった。
特待生コースに集められたサホヒメ、ムシュフシュ、グレホザメ、コンテンポラ、オウグソクの5人は果たしてトップアイドルの座に登り詰めることが出来るのだろうか!?

## 書誌情報
全冊とも2017年9月23日から電子書籍版が配信されている。
WIXOSS -TWIN WING-
- 円まどか（著）、明治（イラスト） ホビージャパン〈HOBBY JAPAN MOOK〉614

2015年9月30日初版（同日発売） ISBN 978-4-7986-0919-5
付録：TCG『WIXOSS』プロモカード《ロマネ・ディフェンス》（PR-232）
巻末掲載のあとがきは著者でなく、タカラトミーカード事業部の山口朋（WIXOSSプロデューサー）が書いている。
WIXOSS -TWIN MEMORIES-
- 円まどか（著）、村上ゆいち（イラスト） ホビージャパン〈HOBBY JAPAN MOOK〉710

2016年3月17日初版（同日発売） ISBN 978-4-7986-1193-8
付録：TCG『WIXOSS』プロモカード《ウトゥルス・ゲート》（PR-259）
あとがき無し。
WIXOSS Bright Heart/Blight Hope
- 風見どり（著）、ふーみ（イラスト） ホビージャパン〈HOBBY JAPAN MOOK〉774

2017年2月25日初版（同日発売） ISBN 978-4-7986-1390-1
付録：TCG『WIXOSS』プロモカード《フェイタル・パニッシュ》（PR-381）
あとがき無し。
WIXOSS Live in the Present
- 風見どり（著）、はしもとなおや（イラスト） ホビージャパン〈HOBBY JAPAN MOOK〉818

2017年9月21日初版（同日発売） ISBN 978-4-7986-1530-1
付録：TCG『WIXOSS』プロモカード《ダブル・チャクラム》（PR-436）
あとがき無し。
WIXOSS -Become You-
- 風見どり（著）、柚希きひろ（イラスト） ホビージャパン〈HOBBY JAPAN MOOK〉881

2018年9月6日初版（同日発売） ISBN 978-4-7986-1759-6
付録：TCG『WIXOSS』プロモカード《ビカム・ユー》（PR-K032）
あとがき無し。